# Franz Gabriel von Gross
Franz Gabriel von Groß (* 20. Januar 1715 in Bern; † 28. Februar 1785 in Bern) war niederländischer Generalmajor und Kommandant von Namur. Für seine Dienste wurde er am 10. April 1783 vom Kaiser Joseph II. in den Freiherrenstand erhoben.
Seine Eltern waren der königlich französische Oberst-Lieutenant aus dem Regiment d’Alsace Friedrich Emanuel von Groß und dessen Ehefrau Jeanne Philippe Dumont de Longpont.
Er trat am 1. Mai 1741 in niederländische Kriegsdienste und erhielt 1751 eine Kompanie im Regiment Constant de Rebecque. Dort wurde er 1762 Großmajor, 1765 Oberstlieutenant, am 2. August 1768 Oberstkommandant und zweiter Oberst und dann am 22. Juni 1779 Generalmajor. Er war zunächst 1774 Platzkommandant, dann auch einige Zeit Kommandant der Zitadelle und später der Festung von Namur. Als 1782 die Festung an Österreich übergeben wurde, beauftragten die Generalstände Groß mit der Übergabe. Anschließend kehrte er nach Bern zurück.
Er galt zu seiner Zeit als guter Offizier, der sich bei verschiedenen Gelegenheiten ausgezeichnete und der mit allen Waffengattungen vertraut war.
Groß heiratete Charlotte de Villattes, eine Tochter des niederländischen Generalleutnants de Villattes. Sein einziger Sohn David Albert Gabriel (* 1756; † 1809) stand erst als Major im Schweizer Regiment von May in niederländischen Diensten und wurde Kommandant von Fort Bourtange, in Weimar wurde er Direktor der Militärakademie.
Die Tochter Charlotte Eleonora Augustine (* 1756) war mit dem Grafen Johann Rudolf IV. von Mülinen (* 2. Juni 1746; † 15. Februar 1801) verheiratet.